# Phrynidius asper
Phrynidius asper là một loài bọ cánh cứng trong họ Cerambycidae.